# 자크니콜라 비요바렌

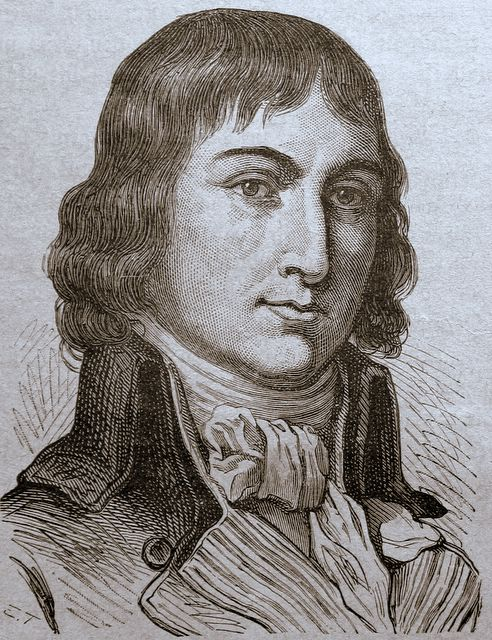
자크 니콜라 니요 바렌

자크니콜라 비요바렌(Jacques-Nicolas Billaud-Varenne, 1756년 4월 23일 - 1819년 6월 3일)은 프랑스 혁명의 지도자이다.

## 생애
프랑스 서부의 라로셸 항구의 변호사 집안에서 태어나 법률을 공부를 하여 변호사가 되었다. 오라토리오 회의 가르침을 받았으며 파리에서 변호사를 개업하고, 1786년 징세 청부인의 딸과 결혼하여 자신의 이름에 “바렌느”를 추가했다.
1790년 자코뱅 클럽에 가입했다. 1792년 8월 10일 튈르리 궁전 습격 사건을 선동하여 코뮌의 일원으로 활약했다. 국민 공회 성립 후 의원이 되었고, 산악파에 속해 국왕의 사형에 찬성했다. 1793년 6월 지롱드파의 몰락에도 가담했다. 지방 파견 의원으로 방데 반란과 싸웠으며, 공안위원회의 급진적인 일원이 되어 공포 정치의 추진을 주장했다. 그러나 시기심으로 로베스피에르의 독재를 비난하기 시작한다.
테르미도르의 쿠데타에서는 탈리앵 등과 짜고 생 쥐스트의 발언을 봉쇄하고 로베스피에르를 실각시키는데 한몫을 했다. 이후 1794년 9월 1일 공안 위원을 사임하고, 지나친 반동세력과 싸우려고 했지만, 과격한 테러리스트로서 자주 공격을 받아, 1795년 3월 2일 마침내 체포됐다. 코로, 데르브와 등과 함께 다음 해 남미의 기아나에 유배되었다. 20년 간의 유배 생활 후, 1814년 사면되었지만, 나폴레옹 정부를 인정하지 않았기 때문에 사면을 거부하고 프랑스로 귀국하지 않았다. 그 후 미국 본토로 건너가 1816년 아이티로 이주, 포르토 프랑스에서 병사했다.